# توماس گونسالس (ژیمناست)
توماس گونسالس (به اسپانیایی: Tomás González) ژیمناست زادهٔ ۲۲ نوامبر ۱۹۸۵ میلادی اهل کشور شیلی است.